# Ludvika tegelbruk

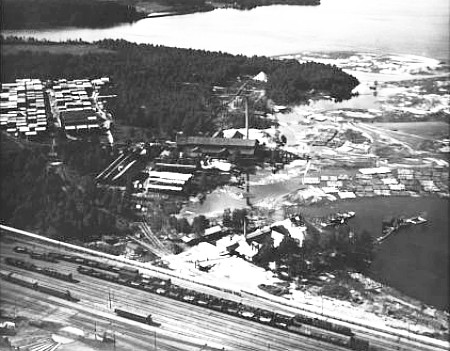
Ludvika tegelbruk (byggnaden i förgrunden) och Ludvika ångsåg, 1928.

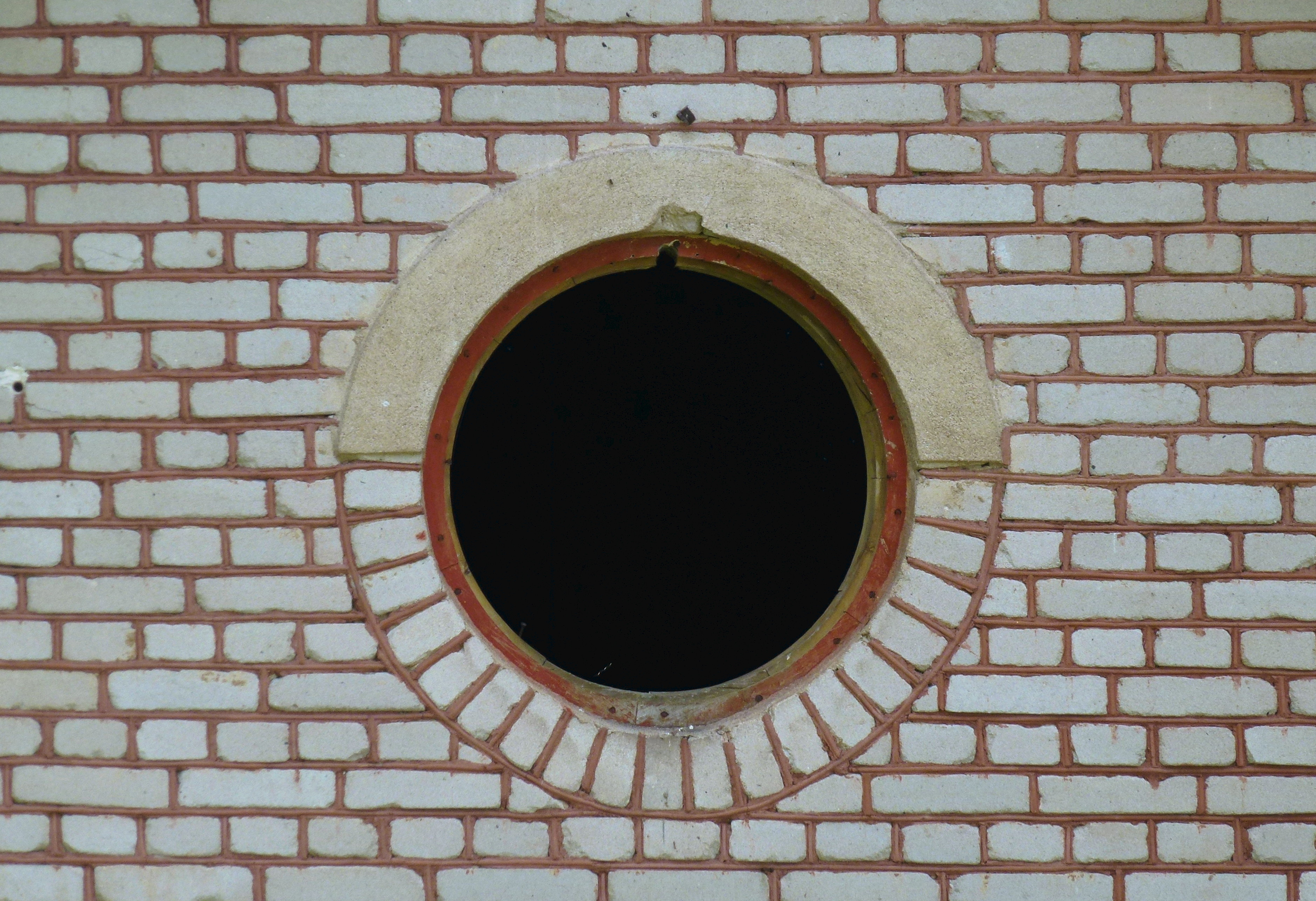
Fasaddetalj: Ludvikategel och röda fogar på Ivikengruvans pumpstation.

Ludvika tegelbruk  (egentligen Bergslagernas Tegel- och Kalkbruk AB) var ett tegelbruk i Ludvika. Fabriken uppfördes 1902-1903 på den udden som ligger strax söder om Ludvikas hamn. Produktionen upphörde någon gång mellan 1947 och 1950. Man framställde huvudsakligen produkter av kalksandsten som blev bekant under namnet Ludvikategel.

## Historik
Ludvika tegelbruk  grundades under namnet Bergslagernas Tegel- och Kalkbruk AB av grosshandlaren Gustaf Morin. Fabriken stod norr om  det industriområde där idag bland annat Hitachi Energy och annan elektroindustri etablerat sig. Anläggningen hade ur transportsynpunkt ett perfekt läge med nära tillgång till sjön Väsman och till järnvägen. Till en början producerade man en för tiden ny typ av tegelsten, kalksandsten, som ånghärdas istället för att brännas. 
Sanden är kalksandstenens huvudsakliga beståndsdel och den fanns bland annat  i ett sandtag i Sandviken i Sunnansjö, eller den sögs upp från sjöbottnen i Väsman med hjälp av en av Sveriges första sandsugar. Kalken kom från Plogsbo kalkbrott och den brändes i Norsbro kalkugn. Så småningom omfattade produktionen även taktegel och fasadtegel samt byggnadskalk, jordbrukskalk och kalksten för masugnar.
Teglet har använts till många kraftstationsbyggnader och pumpstationer runt om vid gruvorna som exempelvis Sunnansjö kraftstation, Lekombergs kraftcentral och Ivikengruvans pumpstation i Laggarudden. På Lekombergs kraftcentral och Ivikengruvans pumpstation användes rödfärgade tegelfogar som ett extra estetiskt uttrycksmedel. Även Baptistkyrkan i Ludvika (numera Korskyrkan) uppfördes med Ludvikategel och representerar idag den enda bevarade byggnaden i Ludvika med tegel från Ludvika tegelbruk.
På 1920-talets mitt hörde Ludvika tegelbruk till en av stadens största fabriker. År 1950 fanns ingen verksamhet längre, troligen lades produktionen ner någon gång mellan 1947 och 1950. Idag finns inga rester kvar.

## Exempel, byggnader uppförda av Ludvikategel

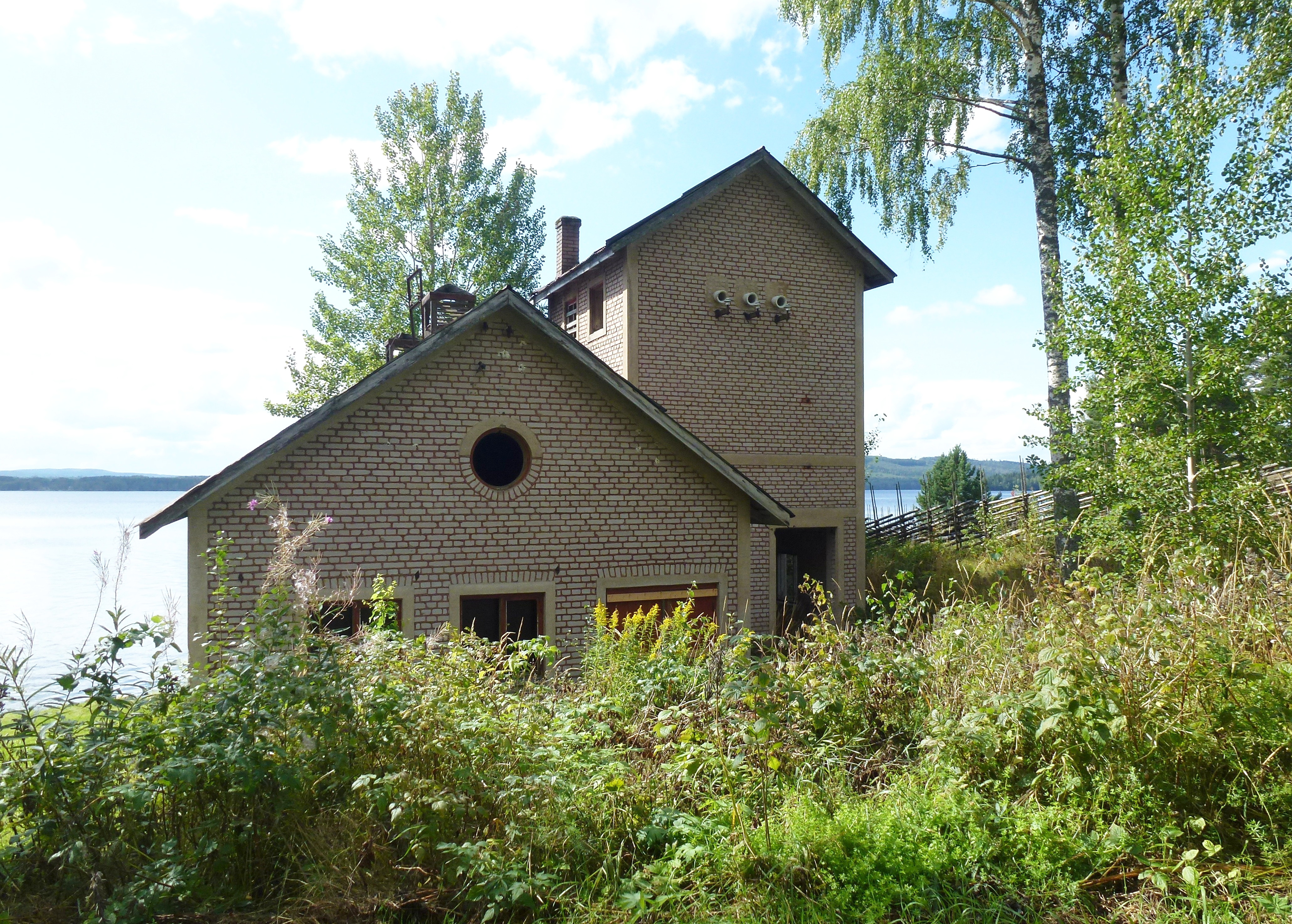
Ivikens pumpstation
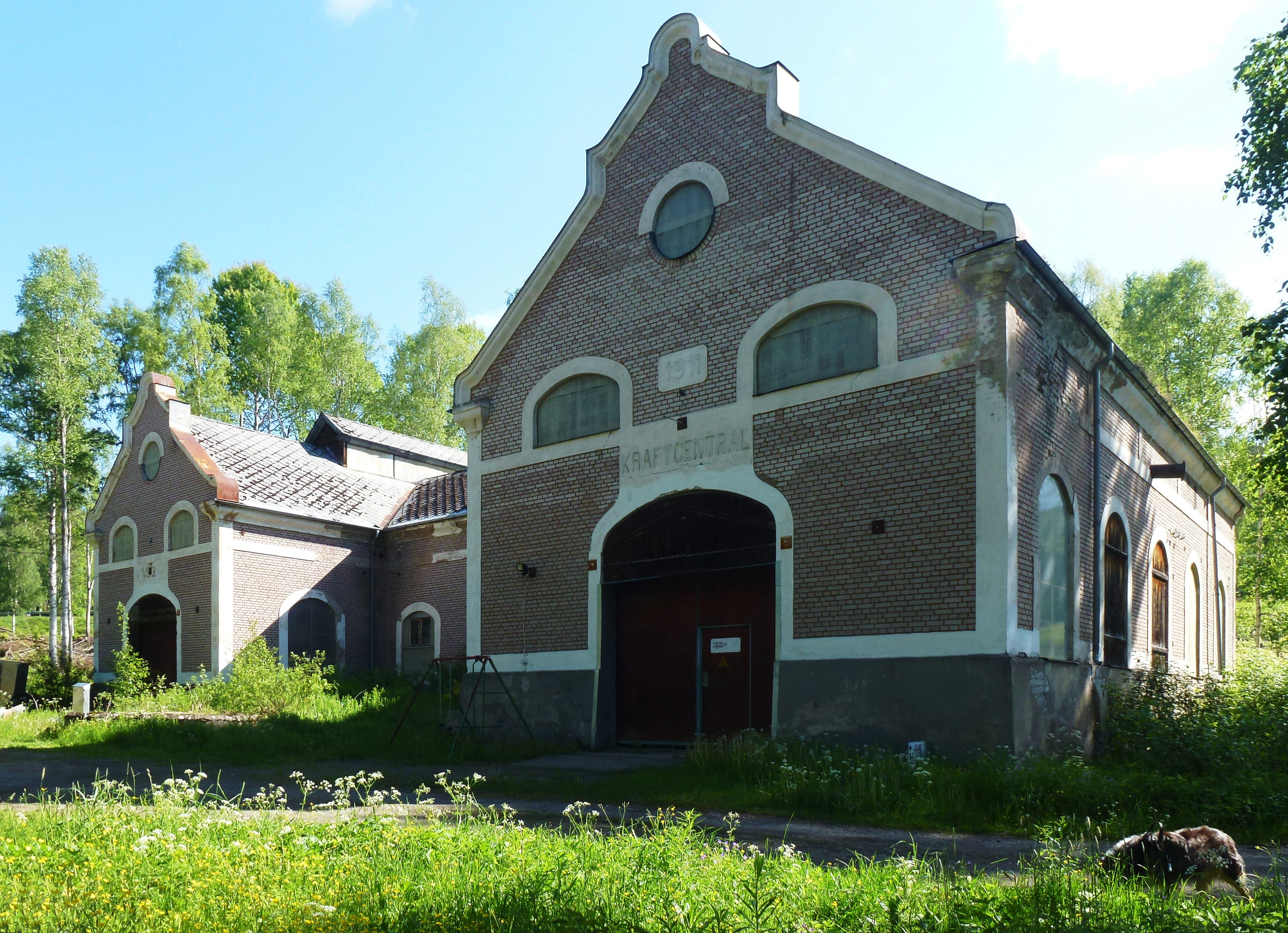
Lekomberg kraftcentral
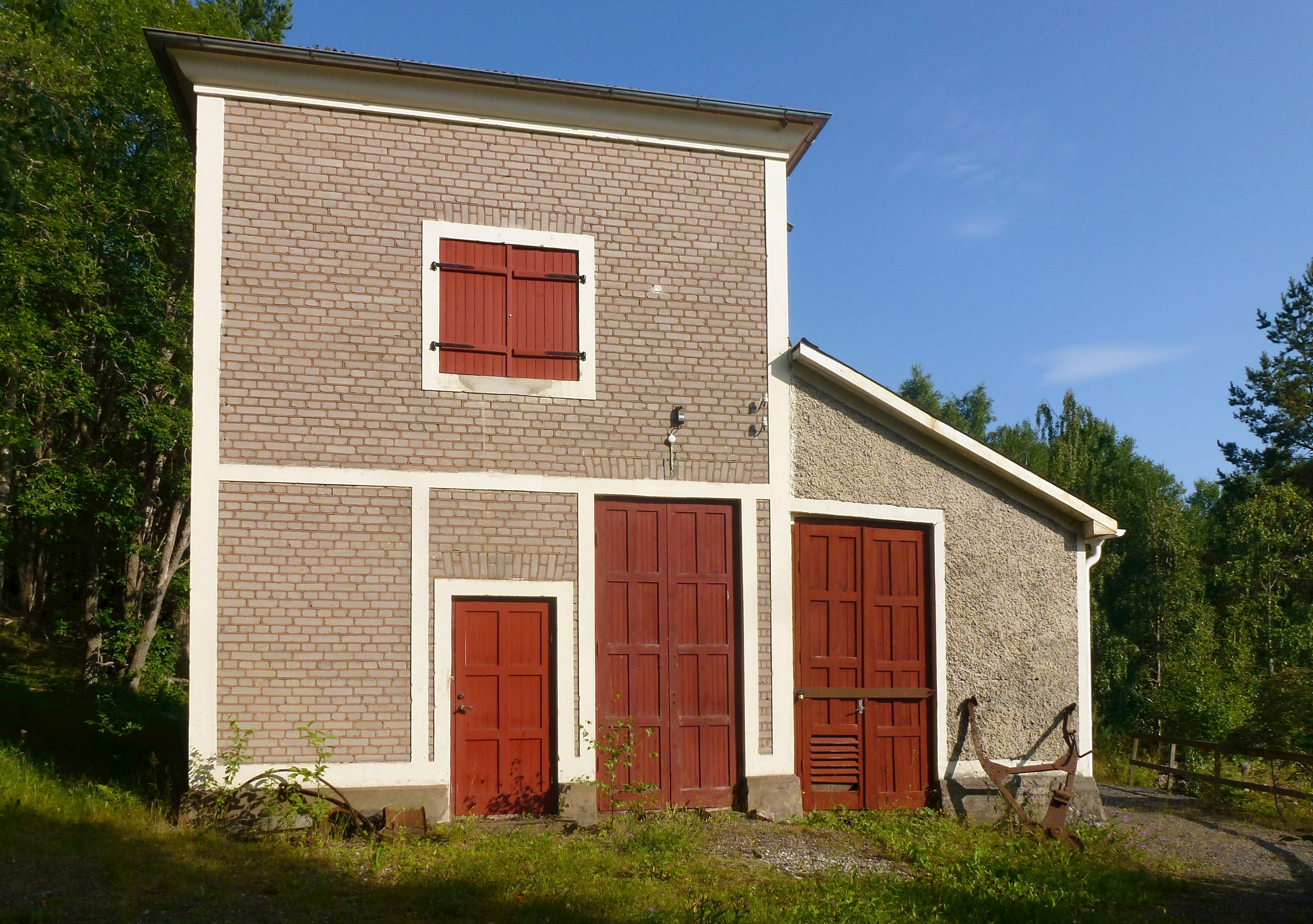
Lekombergs transformatorhus
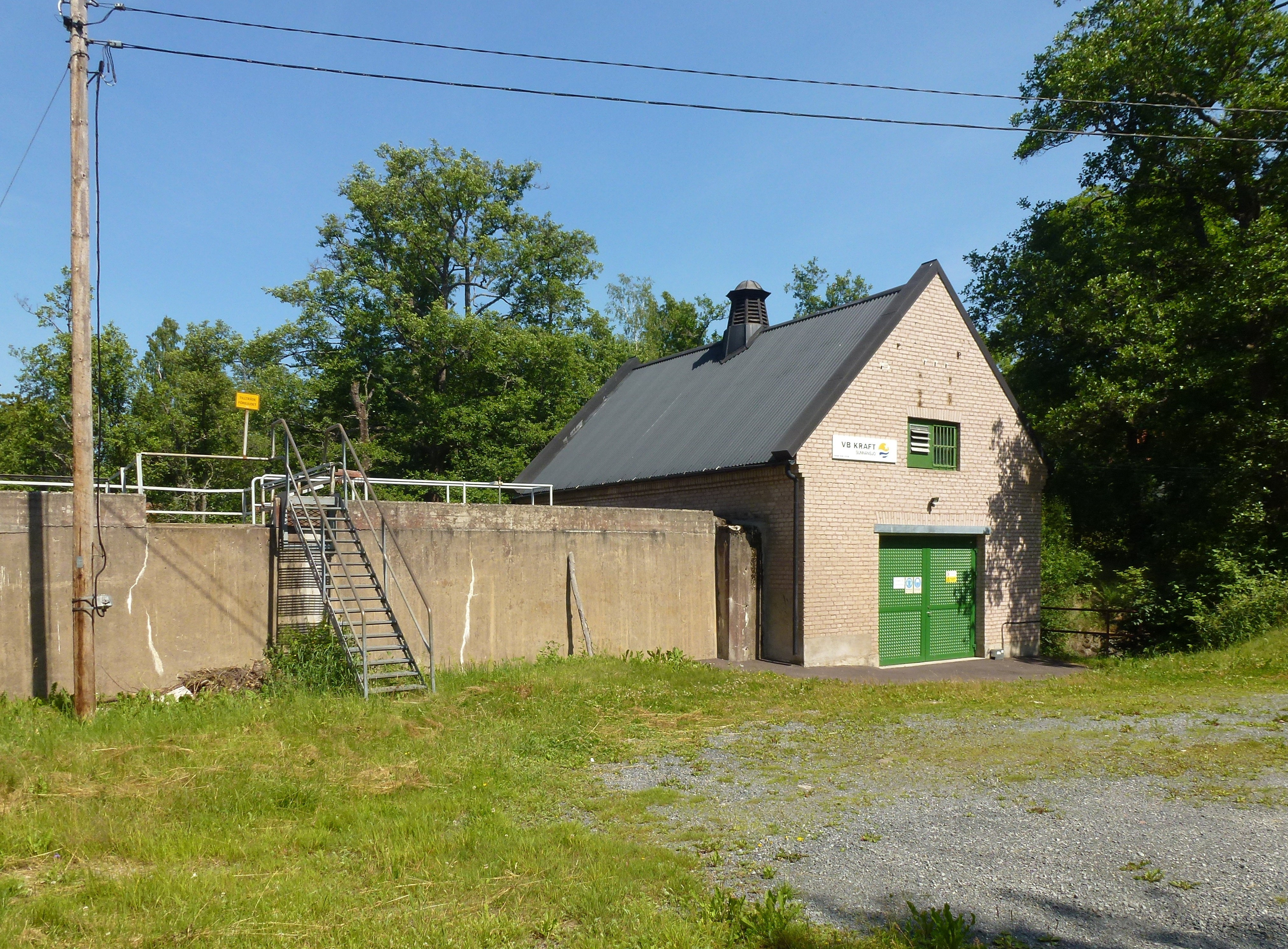
Sunnansjö kraftstation